# Гирдоая
Гирдоая (рум. Gârdoaia) — село у повіті Мехедінць в Румунії. Входить до складу комуни Флорешть.
Село розташоване на відстані 253 км на захід від Бухареста, 25 км на північний схід від Дробета-Турну-Северина, 85 км на північний захід від Крайови.

## Населення
За даними перепису населення 2002 року у селі проживали 838 осіб, усі — румуни. Усі жителі села рідною мовою назвали румунську.